# AWASアビエーション・キャピタル
AWASアビエーション・キャピタル（AWAS Aviation Capital Ltd.）は、世界上位10位に入る航空機リースを行っている企業。本拠地はダブリンにあり、ニューヨーク、マイアミ、シンガポールに事務所を構えている。1985年にアンセット・ワールドワイド・アビエーション・サービセズ（Ansett Worldwide Aviation Services）として設立され、2004年にAWASへと変更した。
AWASは主にエアバス、ボーイングの旅客機を280機以上保有しており、100社以上の航空会社にリースを行っている。
2006年にテラ・ファーマ・キャピタル・パートナーズを買収し、2007年にはペガスス・アビエーション・ファイナンス・カンパニーを買収した。

## 外部サイト
- 公式サイト